# Liisa Jaakonsaari
Liisa Jaakonsaari (ur. 2 września 1945 w Oulu) – fińska polityk, wieloletnia posłanka do Eduskunty, była minister, deputowana do Parlamentu Europejskiego VII i VIII kadencji.

## Życiorys
Pracowała jako dziennikarka. W latach 1972–1995 była radną Oulu. Od 1979 do 2009 nieprzerwanie zasiadała w krajowym parlamencie jako posłanka do Eduskunty, reprezentując Socjaldemokratyczną Partię Finlandii. W okresie 1995–1999 sprawowała urząd ministra pracy w pierwszym rządzie Paava Lipponena.
W wyborach w 2009 uzyskała mandat posłanki do Parlamentu Europejskiego VII kadencji jako jedna z dwóch kandydatów socjaldemokracji. Przystąpiła do grupy Postępowego Sojuszu Socjalistów i Demokratów oraz do Komisji Zatrudnienia i Spraw Socjalnych. W 2014 z powodzeniem ubiegała się o reelekcję.